# Empoascanara ugandana
Empoascanara ugandana är en insektsart som beskrevs av Einyu och M. Firoz Ahmed 1982. Empoascanara ugandana ingår i släktet Empoascanara och familjen dvärgstritar.
Artens utbredningsområde är Uganda. Inga underarter finns listade i Catalogue of Life.